# Mirwais Ahmadzaï
Mirwais Ahmadzaï (Lausana, Suiza, 23 de octubre de 1960), más conocido como Mirwais, es un productor discográfico y compositor suizo, radicado en París, y uno de los principales exponentes de la música progressive francesa. Hijo de padre afgano y madre italiana, formó parte del disuelto grupo Taxi Girl en los años 1980. Fue re-descubierto por Madonna a fines de los 1990 cuando él envió un demo a su entonces sello discográfico Maverick Records.
Fue contratado por el sello Sony para el álbum de estudio Production, el cual incluyó una colaboración de Madonna en la canción "Paradise (not for me)". Del disco también se desprendieron los exitosos sencillos "Disco science" y "Naive song". La primera fue incluida en la película de Guy Ritchie Snatch. En 1996, colaboró con la cantante quebequesa Carole Laure en su álbum de música electrónica Sentiments naturels.

## Taxi Girl y Juliette et les Independents
Conocido en su patria por casi dos décadas, Mirwais fue guitarrista del grupo de punk Taxi Girl durante ocho años antes de formar el conjunto Juliette et les Independents con su novia Juliette.

## Carrera como solista
Production es un álbum de larga duración que Mirwais lanzó como solista en agosto de 2000. Diez años antes, lanzó otro disco de estudio como solista, titulado Mirwais.

## Junto a Madonna

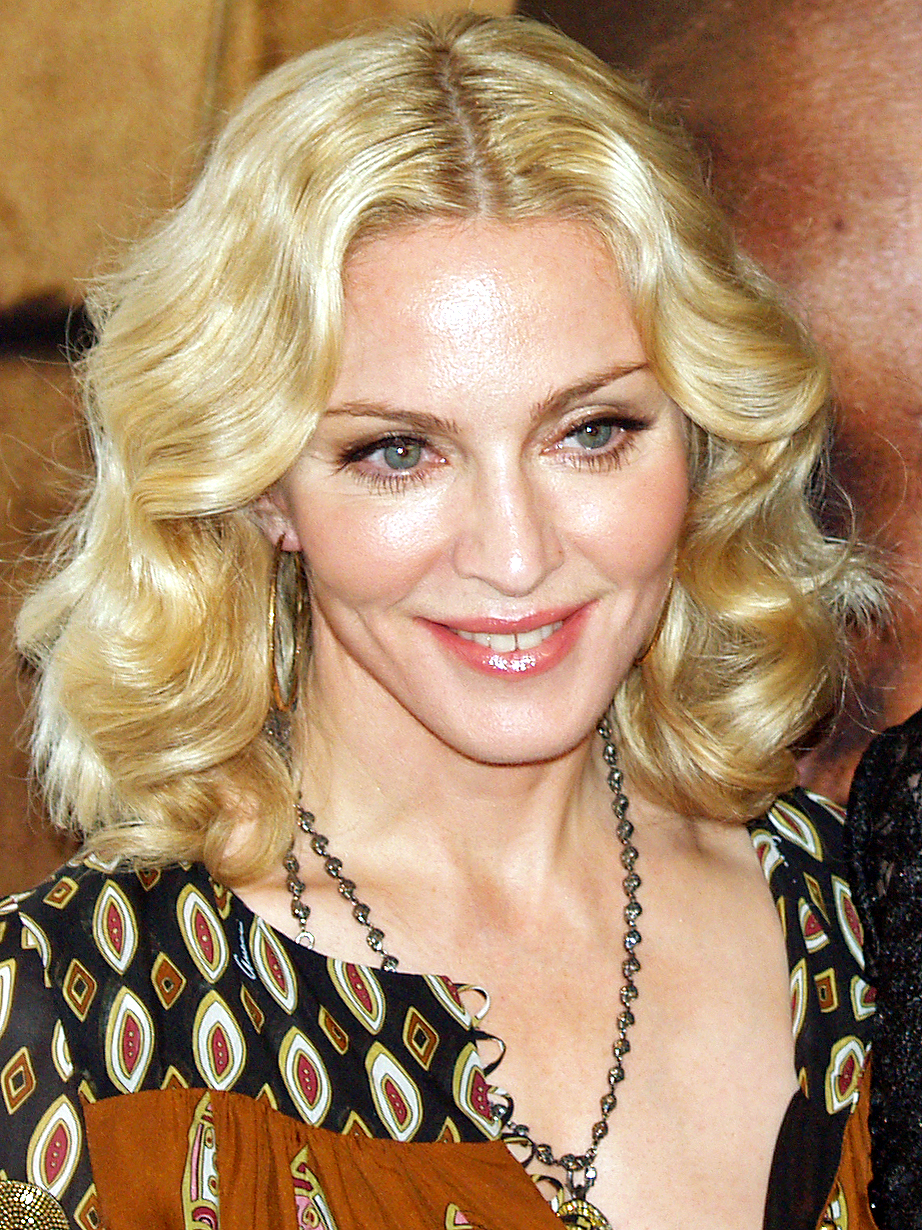
Madonna.

Madonna reclutó a Mirwais para que colaborara escribiendo y produciendo para tres de sus álbumes de estudio: Music (2000), American life (2003) y Confessions on a Dance Floor (2005). "Nobody knows me" es una de las canciones favoritas de Madonna, realizando un remix de ella, incluyéndola en su gira de conciertos Re-Invention Tour e interpretándola en su álbum en vivo I'm going to tell you a secret. Del disco Confessions on a Dance Floor, Mirwais coprodujo "Future lovers", la cual Madonna eligió para abrir sus conciertos de la gira Confessions.
Mirwais contribuyó con las siguientes canciones de los álbumes de Madonna:
- Music (2000): "Music", "Impressive instant", "Nobody's perfect", "Paradise (not for me)", "Don't tell me" y "I deserve it".

- American life (2003): "American life", "Love Profusion", "Hollywood", "Nobody knows me", "Mother and father", "I'm so stupid", "Intervention" y "Die another day".

- Confessions on a Dance Floor (2005): "Future lovers", "Let It Will Be", y en los bonus tracks de ediciones especiales: "Fighting spirit" y "Super Pop" .

- Celebration (2009): "It's So Cool" (co-autor)

- Madame X (2019): "Medellín", "Dark Ballet", "God Control", "Batuka", "Killers Who Are Partying", "I Don't Search I Find", "Extreme Occident" y en los bonus tracks de ediciones especiales: "Funana" y "Ciao Bella" .

Además, Mirwais estuvo envuelto en la escritura y producción de la canción principal de la película Die another day, coescrita e interpretada por Madonna. El álbum Music fue nominado a tres premios Grammy. La canción "Music" ganó varios premios MTV Europe Music Awards. El tema "Die another day" estuvo nominado para un premio Globo de Oro en la categoría "Mejor productor musical del año" (Mirwais).

## Fischerspooner
Mirwais coprodujo las canciones "Cloud" y "Never win" del segundo álbum de estudio del grupo Fischerspooner, Odissey, lanzado en el año 2005.

## Y.A.S.
Y.A.S. es el proyecto musical donde Mirwais participa junto a la cantante árabe Yasmine Hamdan. En el álbum, lanzado a comienzos de 2008, todas las canciones son interpretadas por Hamdan.

## Mirwais en la cultura popular
- La canción "Naive song", de su álbum Production, fue utilizada en la apertura de la serie de televisión francesa Clara Sheller. Además, fue incluida en un comercial de iMac de Apple.
- La canción "Disco science" fue usada en un comercial de Victoria's Secret protagonizado por Gisele Bündchen. También formó parte de la banda sonora de la película Snatch en el año 2000, y esta misma canción aparece en una escena de la película Arthur y los Minimoys, de 2006.
- El tema "Love Profusion" fue utilizado en un anuncio de Estée Lauder para promover el perfume 'Beyond Paradise.
- "Hollywood" formó parte de un medley junto a la canción "Into the groove", de Madonna, para un comercial protagonizado por la propia Madonna y Missy Elliot.
- En Production, el tema "V.I. (The last words she said before leaving)" utiliza quizás a modo de tributo el loop base —una nota simple de guitarra— del tema Melody, primer sencillo del disco de Serge Gainsbourg, Histoire de Melody Nelson, fue lanzado en 1971. Este álbum conceptual, producido y arreglado por Jean-Claude Vannier, estaba principalmente basado en Lolita, la novela de Vladimir Nabokov. Artistas como Air, David Holmes, Mika y Beck se han declarado influidos por este disco.

## Discografía

### Álbumes
- 1990: Mirwais (New Rose Records)
- 2000: Production (Naive Records)

### Sencillos
- "Cellophane" (1990)
- "Disco Science" (1999)
- "Naïve Song" (2000)
- "V.I. (The Last Words She Said Before Leaving)" (2000)
- "I Can't Wait" (2001)
- "Miss You" (2002)

### Remixes
- Jean Jacques Smoothie – "Two People" (2001)
- Fischerspooner – "Never Win" (2005)
- Franz Ferdinand – "Do You Want To" (2005)
- Franz Ferdinand – "Can't Stop Feeling" (2006)
- The Slips – "Superbeat" (2007)
- The Shortwave Set – "Til' 69" (2008)
- Sonny J – "Can't Stop Moving" (2008)
- Mika – "We Are Golden" (2009)
- Uffie – "Pop the Glock" (2009)
- Madonna – "It's So Cool" (2009)
- Moebius – "Light My Fire" (2009)
- Richard Ashcroft - "Hold On" (2016)
- Richard Ashcroft - "Out of My Body" (2016)